# Canis lupus chanco
A Canis lupus chanco, a szürke farkas (Canis lupus) eurázsiai alfaja.

## Rendszertani besorolása
1863-ban, John Edward Gray brit zoológus Canis chanco néven írta le az állatot. Korábban azonosnak vélték a tibeti farkassal (Canis lupus filchneri); manapság viszont különálló alfajokként tekintenek rájuk.

## Előfordulása
A Canis lupus chanco előfordulási területe Mongólia, Kína északi és középső részei, a Koreai-félsziget, valamint Oroszország Usszuri térsége.

## Megjelenése
A bundája barnásvörös, fekete és szürke részekkel. A torok, a mell- és hasi rész, valamint a lábak belső fele fehérek. A fej szürkés barna, néhol világosabb szőrzettel. Az átlagos fej-testhossza 110 centiméter és farokhossza 38 centiméter.
A kan méretei: testhossz 93-158 centiméter, farokhossz 30-40 centiméter, hátsó láb 16-24 centiméter, fülhossz 10-14,5 centiméter, marmagasság 58-89 centiméter és testtömeg 26-37 kilogramm.
A szuka méretei: testhossz 90-109 centiméter, farokhossz 30-40 centiméter, hátsó láb 16-23 centiméter, fülhossz 9,5-13 centiméter, marmagasság 57-75 centiméter és testtömeg 22-30 kilogramm.

## Fordítás
- Ez a szócikk részben vagy egészben  a   Mongolian wolf című angol Wikipédia-szócikk ezen változatának fordításán alapul.  Az eredeti cikk szerkesztőit annak laptörténete sorolja fel. Ez a jelzés csupán a megfogalmazás eredetét és a szerzői jogokat jelzi, nem szolgál a cikkben szereplő információk forrásmegjelöléseként.